# Le roman d'un malheureux
Le roman d'un malheureux è un cortometraggio del 1908 diretto da Lucien Nonguet.

## Trama
Un uomo e sua figlia si avviano per andare a scuola, nonostante ciò lascia la figlia che non sta bene alle cure di una vecchia per andare al lavoro. Arrivato sul posto di lavoro, che si tratta di pulire un ufficio, si mette subito all'opera; ma il suo pensiero è costantemente rivolto a sua figlia. Avvolto dai suoi pensieri, si siede. In quel momento arriva il suo datore di lavoro che vedendolo seduto lo rimprovera mandandolo via. Nel mentre un ladro entra nell'ufficio, rompe la cassaforte e mette un portafoglio vuoto nella tasca del soprabito che l'uomo delle pulizie aveva dimenticato. L'uomo delle pulizie nel frattempo è corso a casa per vedere sua figlia, ma un ispettore di polizia entra e lo arresta per il furto in ufficio. Mentre l'uomo è detenuto, sua figlia viene portata in ospedale. Passato del tempo l'uomo che è innocente viene rilasciato, si mette subito in cerca di lavoro ma purtroppo per i suoi precedenti nessuno lo assume. Coinvolto da una banda viene trascinato per una rapina in una casa, ma mentre sono all'interno dell'abitazione compare una giovane donna, Il bandito solleva un coltello su di lei ma l'onesto lavoratore gli afferra il collo uccidendolo. La giovane donna, grata per averla salvata, lo assume come cameriere e sua figlia viene adottata da lei.